# Claudio Garella
Claudio Garella (Torino, 16 maggio 1955 – Torino, 12 agosto 2022) è stato un calciatore, allenatore di calcio e dirigente sportivo italiano, di ruolo portiere.

## Biografia
Era sposato con Laura, con la quale aveva avuto due figlie, Claudia (1975) e Chantal (1985).
È morto il 12 agosto 2022, all'età di 67 anni, in un ospedale di Torino, per complicazioni cardiocircolatorie in seguito ad un intervento al cuore.

## Caratteristiche tecniche
(Gianni Agnelli)
Era famoso per la tendenza a parare con ogni parte del corpo, soprattutto nelle uscite basse, uno stile all'epoca insolito ma efficace. Spesso criticato per alcuni grossolani errori, definiti «garellate» da Beppe Viola, seppe rispondere agli scetticismi contribuendo con ottime prestazioni allo scudetto vinto dal Verona nel 1985, venendo ribattezzato da lì in avanti con il nomignolo da supereroe Garellik. Il suo stile si rivelò lungimirante, tanto che è stato poi utilizzato da altri portieri negli anni successivi.

## Carriera

### Giocatore

Garella (a sinistra) e Giancarlo Galdiolo alla Sampdoria nella stagione 1980-1981

Cresciuto nelle giovanili del Torino, squadra della sua città, debuttò in Serie A nel corso del campionato 1972-1973 con la maglia granata (gara contro il Lanerossi Vicenza). Seguirono due stagioni con il Casale in Serie D e Serie C con un gol all'attivo segnato su rigore.
Dopo un anno al Novara, fu tesserato dalla Lazio con la quale rimase per due anni: nel primo fu sempre in panchina come riserva di Felice Pulici, mentre l'anno successivo divenne titolare, totalizzando 29 presenze, grazie alla fiducia accordatagli dal tecnico biancoceleste Luís Vinício. Dopo due prestazioni mediocri contro il Lens nelle coppe europee e contro il Vicenza in campionato, Garella fu contestato dalla tifoseria biancoceleste, che cominciò a deriderlo con il soprannome di Paperella. Fu ceduto, quindi, alla Sampdoria, in Serie B, dove militò per tre stagioni, totalizzando in totale 113 presenze e 97 gol subiti.
Dopo l'esperienza sotto la Lanterna, in occasione della Serie B 1981-1982 passò al Verona allenato da Osvaldo Bagnoli, partecipando alla promozione in Serie A nella stessa stagione e, soprattutto, alla storica conquista dello scudetto nella stagione 1984-1985, stagione in cui Garella risultò determinante in più partite, specialmente in Roma-Verona del 21 ottobre 1984, in cui mantenne la porta inviolata con una serie di interventi decisivi.

Garella al Napoli nella stagione 1985-1986

Nell'estate del 1985 passò al Napoli, che stava costruendo intorno a Diego Armando Maradona una squadra che potesse vincere il Campionato. Al primo anno chiuse la stagione al terzo posto. La stagione successiva totalizzò 15 porte inviolate su 29 incontri disputati, che consentirono al Napoli di vincere il primo scudetto della sua storia. Nello stesso anno fu protagonista di un altro evento storico, ovvero la vittoria della Coppa Italia 1986-1987, che consentì al Napoli di vincere in Italia entrambi i titoli nazionali.
L'annata successiva debutta in Coppa dei Campioni a Madrid contro il Real. In campionato è titolare inamovibile e chiude la stagione senza subire reti in 14 incontri disputati su 29, ma un calo a fine stagione della squadra non gli consente di vincere il secondo scudetto consecutivo con gli azzurri che terminano il campionato al secondo posto, dopo essere stati primi da inizio campionato fino a 3 giornate dalla fine.
Dopo una "rivolta" mai ben chiarita, che lo vide protagonista insieme a Moreno Ferrario, Salvatore Bagni e Bruno Giordano contro l'allenatore Ottavio Bianchi, venne ceduto all'Udinese in Serie B.
Nonostante la sua militanza in squadre di vertice, non è mai stato convocato in nazionale, preceduto nelle preferenze dei commissari tecnici da portieri del calibro di Dino Zoff, Ivano Bordon, Giovanni Galli, Franco Tancredi, Walter Zenga e Stefano Tacconi.
Si ritirò dopo il campionato 1990-1991, giocato in cadetteria con la maglia dell'Avellino, collezionando 2 presenze e subendo 2 reti, per un brutto infortunio subito nell'autunno del 1990. In carriera ha totalizzato complessivamente 245 presenze in Serie A e 218 in B.

### Allenatore
Prima allena a Torino l'U.S.D. Barracuda, squadra di Prima Categoria. Nel 2011 ricopre l'incarico di preparatore dei portieri del Pergocrema. Nella stagione 2012-2013 diventa allenatore della squadra giovanile juniores del Cit Turin. Il 26 settembre 2013 subentra nuovamente come allenatore della prima squadra del Barracuda, in Prima Categoria.

### Dirigente
È stato direttore sportivo di una squadra dilettantistica di Pecetto Torinese, in provincia di Torino, militante in Promozione, e successivamente osservatore della Canavese, compagine di Serie D. Nel 2015 è stato dirigente del Barracuda.

## Statistiche

### Presenze e reti nei club
| Stagione            | Squadra             | Campionato          | Campionato | Campionato | Coppe nazionali | Coppe nazionali | Coppe nazionali | Coppe continentali | Coppe continentali | Coppe continentali | Altre coppe | Altre coppe | Altre coppe | Totale | Totale | Totale |
| Stagione            | Squadra             | Comp                | Pres       | Reti       | Comp            | Pres            | Reti            | Comp               | Pres               | Reti               | Comp        | Pres        | Reti        | Pres   | Reti   |        |
| ------------------- | ------------------- | ------------------- | ---------- | ---------- | --------------- | --------------- | --------------- | ------------------ | ------------------ | ------------------ | ----------- | ----------- | ----------- | ------ | ------ | ------ |
| 1972-1973           | Torino              | A                   | 1          | 0          | CI              | 0               | 0               | UEFA               | 0                  | 0                  | CAI         | 0           | 0           | 1      | 0      |        |
| 1973-1974           | Juniorcasale        | D                   | 34         | -16        | CID             | ?               | -?              | -                  | -                  | -                  | -           | -           | -           | 34+    | -16+   |        |
| 1974-1975           | Juniorcasale        | C                   | 34         | -27        | CISP            | ?               | -?              | -                  | -                  | -                  | -           | -           | -           | 34+    | -27+   |        |
| Totale Juniorcasale | Totale Juniorcasale | Totale Juniorcasale | 68         | -43        |                 | ?               | -?              |                    | -                  | -                  |             | -           | -           | 68+    | -43+   |        |
| 1975-1976           | Novara              | B                   | 38         | -29        | CI              | 4               | -6              | -                  | -                  | -                  | -           | -           | -           | 42     | -35    |        |
| 1976-1977           | Lazio               | A                   | 0          | 0          | CI              | 0               | 0               | -                  | -                  | -                  | -           | -           | -           | 0      | 0      |        |
| 1977-1978           | Lazio               | A                   | 29         | -36        | CI              | 2               | -3              | UEFA               | 4                  | -7                 | CE          | 6           | -10         | 41     | -56    |        |
| Totale Lazio        | Totale Lazio        | Totale Lazio        | 29         | -36        |                 | 2               | -3              |                    | 4                  | -7                 |             | 6           | -10         | 41     | -56    |        |
| 1978-1979           | Sampdoria           | B                   | 38         | -39        | CI              | 4               | -5              | -                  | -                  | -                  | -           | -           | -           | 42     | -44    |        |
| 1979-1980           | Sampdoria           | B                   | 38         | -27        | CI              | 4               | -5              | -                  | -                  | -                  | -           | -           | -           | 42     | -32    |        |
| 1980-1981           | Sampdoria           | B                   | 37         | -31        | CI              | 4               | -3              | -                  | -                  | -                  | -           | -           | -           | 41     | -34    |        |
| Totale Sampdoria    | Totale Sampdoria    | Totale Sampdoria    | 113        | -97        |                 | 12              | -13             |                    | -                  | -                  |             | -           | -           | 125    | -110   |        |
| 1981-1982           | Verona              | B                   | 30         | -24        | CI              | 4               | -3              | -                  | -                  | -                  | -           | -           | -           | 34     | -27    |        |
| 1982-1983           | Verona              | A                   | 29         | -30        | CI              | 12              | -16             | -                  | -                  | -                  | -           | -           | -           | 41     | -46    |        |
| 1983-1984           | Verona              | A                   | 30         | -35        | CI              | 13              | -9              | UEFA               | 4                  | -4                 | -           | -           | -           | 47     | -48    |        |
| 1984-1985           | Verona              | A                   | 30         | -19        | CI              | 5               | -3              | -                  | -                  | -                  | -           | -           | -           | 35     | -22    |        |
| Totale Verona       | Totale Verona       | Totale Verona       | 119        | -108       |                 | 34              | -31             |                    | 4                  | -4                 |             | -           | -           | 157    | -143   |        |
| 1985-1986           | Napoli              | A                   | 30         | -21        | CI              | 5               | -2              | -                  | -                  | -                  | -           | -           | -           | 35     | -23    |        |
| 1986-1987           | Napoli              | A                   | 29         | -20        | CI              | 9               | -3              | UEFA               | 2                  | -1                 | -           | -           | -           | 40     | -24    |        |
| 1987-1988           | Napoli              | A                   | 29         | -25        | CI              | 9               | -9              | CDC                | 2                  | -3                 | -           | -           | -           | 40     | -37    |        |
| Totale Napoli       | Totale Napoli       | Totale Napoli       | 88         | -66        |                 | 23              | -14             |                    | 4                  | -4                 |             | -           | -           | 115    | -84    |        |
| 1988-1989           | Udinese             | B                   | 35         | -23        | CI              | 8               | -9              | -                  | -                  | -                  | -           | -           | -           | 43     | -32    |        |
| 1989-1990           | Udinese             | A                   | 28         | -39        | CI              | 1               | 0               | -                  | -                  | -                  | -           | -           | -           | 29     | -39    |        |
| Totale Udinese      | Totale Udinese      | Totale Udinese      | 63         | -62        |                 | 9               | -9              |                    | -                  | -                  |             | -           | -           | 72     | -71    |        |
| 1990-1991           | Avellino            | B                   | 2          | -2         | CI              | 0               | 0               | -                  | -                  | -                  | -           | -           | -           | 2      | -2     |        |
| Totale carriera     | Totale carriera     | Totale carriera     | 521        | -443       |                 | 84+             | -76+            |                    | 12                 | -15                |             | 6           | -10         | 623+   | -544+  |        |

## Palmarès

### Giocatore
- Campionato italiano Serie D: 1

Casale: 1973-1974 (girone A)
- Campionato italiano di Serie B: 1

Verona: 1981-1982
- Campionato italiano: 2

Verona: 1984-1985
Napoli: 1986-1987
- Coppa Italia: 1

Napoli: 1986-1987